# U 222
U 222 war ein deutsches „Atlantik“-U-Boot des Typs VII C, welches im Zweiten Weltkrieg in der Ostsee als Ausbildungsboot zum Einsatz kam.

## Geschichte
Das Boot wurde am 15. August 1940, zusammen mit den Booten U 221, U 223, U 224 und U 225, bei der Kieler Germaniawerft in Auftrag gegeben. Die Kiellegung des Bootes, nun zeitweise bekannt als „Neubau 652“, wurde am 16. Juni 1941 begonnen, der Stapellauf erfolgte am 28. März des nächsten Jahres. Die Indienststellung erfolgte am 23. Mai 1942 unter dem Kommando von Oberleutnant zur See und später Kapitänleutnant Ralf von Jessen, ehemaliger Wach-, Divisions- und Torpedooffizier auf dem Hilfskreuzer HSK 4 Thor. Das Boot wurde sofort nach der Indienststellung der in Danzig stationierten 8. U-Flottille als Ausbildungseinheit unterstellt.

## Verlust in der Ausbildung
U 222 kollidierte während der Nacht zum 3. September 1942 um 21:50 Uhr westlich von Pillau mit dem in der Finsternis vollständig gestoppten Schwesterboot U 626 unter dem Kommando von Leutnant zur See Hans-Botho Bade. Kurz nach der Kollision meldete die Zentrale schweren Wassereinbruch im Bugraum. Das Boot sank binnen Sekunden mit 42 Mann der Besatzung auf 94 Meter. Der 1. Wachoffizier, der zur Brückenwache gehörte, konnte noch das Turmluk von innen schließen. Die anderen fünf Männer der Brückenwache gingen über Bord; drei davon überlebten, darunter der Kommandant.

Die eingeschlossene Besatzung von U 222 kommunizierte noch bis 05:00 Uhr morgens mit dem angerückten U-Boot-Begleitschiff durch Klopfzeichen. Das letzte Klopfzeichen beinhaltete folgende Nachricht:

„Wir fluten!“

Anschließend war es still. Einige Tage später wurde U 222 gehoben und in das Marinearsenal von Gotenhafen eingeschleppt. Dort erfolgte die Außerdienststellung durch den von U 626 geretteten Kapitänleutnant Jessen, der später das Typ VII C Boot U 266 von Oberleutnant zur See Hannes Leinemann übernahm, sowie die Abwrackung des beschädigten Bootes.
Die Untergangsposition war 54°25' N – 19°30' O im ehemaligen Marineplanquadrat AO 9834.